# 経石
経石（きょういし）は、仏教経典の文章の1字または複数の文字を黒墨または朱墨で書き写した石。「きょうせき」とも読む。また礫石経（れきせききょう）とも呼ばれる。

## 概要
経石には、しばしば河原石などの礫石がもちいられる。経塚造営に際して仏教経典を納める一形式でもあり、近世に流行した。一字一石経と多字一石経とがある。
なお、『平家物語』巻六には、平清盛が摂津国経島を築いたとき、石に経を書いてこれを埋め立てに用いたことが記されている。